# Hecker (motocicletas)
A Hecker era uma empresa alemã com sede em Nuremberga, que fabricou motocicletas de 1922 até 1956. 
A produção começou com motores fornecidos pela Scharrer & Groß. Em 1925 começou a fazer as suas próprias motocicletas com motores de 198 cc 548 cc. No final dos anos 1920, a Hecker também fabricava um modelo com um motor de 746cc V-twin. Em 1931, a crise econômica da Alemanha levou a empresa a mudar sua produção, e começou a fabricar motocicletas mais leves.